# Al-Haluwaniyah
al-Haluwaniyah (tiếng Ả Rập: الحلوانية, đã Latinh hoá: al-Ḥalwāniyah) là một ngôi làng ở phía bắc tỉnh Aleppo, miền bắc Syria. Nằm trên đồng bằng Manbij phía bắc, ngôi làng cách 9 kilômét (5,6 mi)  về phía tây nam Jarabulus và ít hơn 1 km (0,62 mi) về phía nam biên giới với tỉnh Gaziantep của Thổ Nhĩ Kỳ.
Với 763 cư dân, theo điều tra dân số năm 2004, al-Haluwaniyah thuộc về chính quyền Nahiya Jarabulus trong Quận Jarabulus. Các địa phương lân cận bao gồm al-Hajalieh cách 4 km (2,5 mi) về phía đông bắc, cách Hayma 3 km (1,9 mi) về phía đông nam và al-Bir Tahtani 2,5 km (1,6 mi)  về phía tây nam.